# ДТ1
ДТ1 (Дизель-поезд Торжокский, 1-й тип) — первый российский дизель-электропоезд. Заводское обозначение 63-9001. Выпускался на Торжокском вагоностроительном заводе (ТорВЗ) с 2005 года (первый состав) и с 2009 по 2013 год — серийно. Наличие дизель-генераторных установок позволяет перевозить пассажиров как на неэлектрифицированных линиях, так и на линиях электрифицированных на постоянном токе (3 кВ). Заводские обозначения вагонов:
- головного вагона с дизельной установкой (вагон Дг): 63-9101;
- моторного промежуточного вагона (вагон Мп): 63-9201;
- прицепного промежуточного вагона (вагон Пп): 63-9301.

В противоположность семейству высокоскоростных электропоездов «Сапсан» поезд ДТ1 получил прозвище «Дятел».

## Общие сведения
ДТ1 был разработан специалистами петербургского ЦНИИ «ТрансЭлектроПрибор».
Данный дизель-электропоезд предназначен для пригородных перевозок на железных дорогах колеи 1520 мм с низкими и высокими платформами. Некоторые составы (например, ДТ1-010) строились для служебного использования. Особенностью таких поездов является наличие одностворчатых входных дверей вместо автоматических двустворчатых в нескольких тамбурах, а также иное количество и расположение окон. Вагоны оснащены купе для руководителей дорог и специалистов; имеется конференц-зал для совещаний. Служебный вариант дизель-электропоезда планировалось обозначать как ДТ1С, однако такое обозначение не прижилось и является условным.

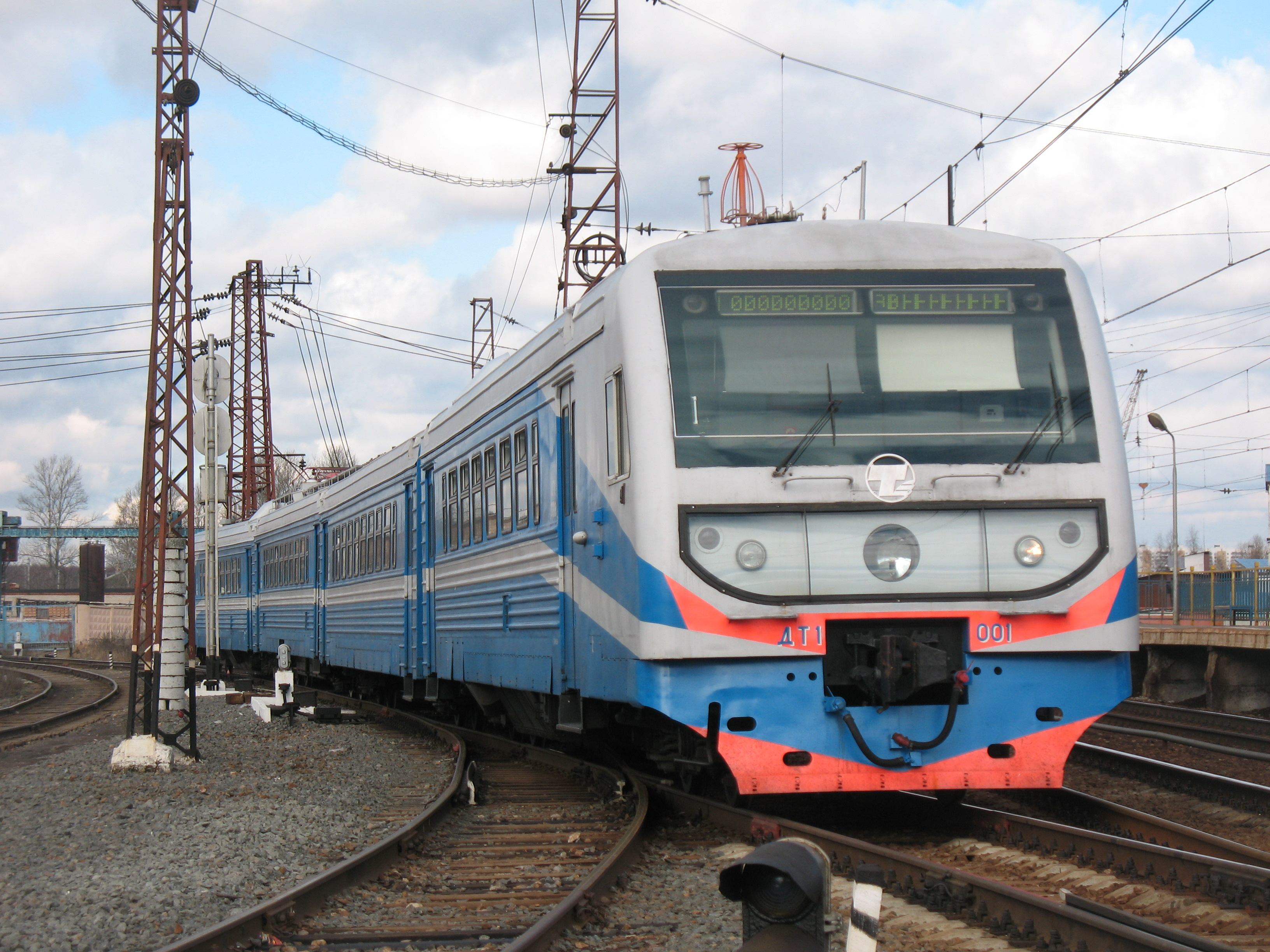
ДТ1-001 на испытаниях в Щербинке (2007)

Всего с 2005 по 2013 год было выпущено 13 составов ДТ1 (см. таблицу ниже); сведений о постройке других составов нет. Далее ТорВЗ попал в затруднительное положение, потеряел ОАО «РЖД» как заказчика и обанкротился.
| Сведения о постройке дизель-электропоездов ДТ1 | Сведения о постройке дизель-электропоездов ДТ1 | Сведения о постройке дизель-электропоездов ДТ1 |
| Год выпуска                                    | Количество                                     | Номера                                         |
| ---------------------------------------------- | ---------------------------------------------- | ---------------------------------------------- |
| 2005                                           | 1                                              | 001                                            |
| 2009                                           | 2                                              | 002, 003                                       |
| 2010                                           | 3                                              | 004—006                                        |
| 2011                                           | 3                                              | 007—009                                        |
| 2012                                           | 2                                              | 010, 011                                       |
| 2013                                           | 2                                              | 012, 013                                       |

### Составность
Для состава ДТ1 разработаны три типа вагонов: Дг,  Мп и Пп. Вагон Дг оборудован дизель-генераторной установкой (ДГУ), но не имеет тяговых тележек; вагон Мп, по сути, является классическим моторным вагоном электропоезда (оборудован четырьмя тяговыми электродвигателями (ТЭД) и токоприёмником).
Основная составность дизель-электропоезда — четыре вагона (Дг+Мп+Пп+Дг).
Также поезд может использоваться по схеме в три вагона (Дг+Мп+Дг).
При этом есть возможность исключать вагон Пп, а также эксплуатировать составы по системе многих единиц (СМЕ) по два сцепа. Таким образом, возможны ещё три композиции поезда:
- шесть вагонов (Дг+Мп+Дг)+(Дг+Мп+Дг);
- семь вагонов (Дг+Мп+Пп+Дг)+(Дг+Мп+Дг);
- восемь вагонов (Дг+Мп+Пп+Дг)+(Дг+Мп+Пп+Дг).

Три состава ДТ1 (с номерами от 008 до 010 включительно) изначально включали только три вагона; остальные поезда выпущены в основной (четырёхвагонной) составности. Ещё как минимум один вагон построен для замены сгоревшего. Таким образом, всего построено не менее 50 вагонов.

### Технические характеристики
Основные параметры дизель-электропоезда основной составности (4 вагона):
- Габарит вагонов по ГОСТ 9238 — Т
- Масса:
  - тары  — 220,8 т, в т.ч.:[15]
    - вагона Дг — 58,6 т
    - вагона Мп — 66,18 т
    - вагона Пп — 41,4 т

  - брутто — 283 т
- Количество мест для сиденья:
  - в ДТ1-001 — 370, в т.ч.:
    - в вагоне Дг — 77
    - в вагонах Мп и Пп — 108

  - в серийных — от 322 до 344, в т.ч.:[15]
    - в вагоне Дг — 58 или 64
    - в вагоне Мп — 98 или 108
    - в вагоне Пп — 108
- Номинальная населённость — 878 чел.
- Скорость:
  - конструкционная — 130 км/ч[5]
  - эксплуатационная — 120 км/ч[7]
- Дизель-генераторная установка (PowerPack 12V 183 DE фирмы MTU)[5]:
  - количество — 2 (по одной на вагон Дг)
  - мощность — 550 кВт (каждая)
- Запас хода по топливу — 800 км[4]
- Температура холодного пуска дизеля ДГУ:
  - без использования устройства предпускового подогрева — минус 18 °С
  - с использованием устройства предпускового подогрева — минус 40 °С
- Суммарная мощность ТЭД — 4 × 235 кВт
- Среднее ускорение (до скорости 40 км/ч) — 0,45 м/с²
- Среднее замедление (со скорости 80 км/ч) при электрическом торможении — 0,25 м/с²
- Тормозной путь на горизонтальном участке пути со скорости 120 км/ч при экстренном пневматическом торможении — 995 м

### Нумерация и маркировка
Система нумерации, принятая для составов ДТ1, в целом аналогична применяемой для электропоездов ТорВЗ. Составы получили номера трёхзначного написания, начиная с 001. Маркировка на лобовой части головных вагонов выполняется в формате ДТ1 XXX, где ХХХ — номер состава (без указания номера вагона; например, ДТ1 004). Тип поезда на заводе наносился слева, а номер — справа от прожектора (после перекрашивания стали наносить соответственно слева и справа от автосцепки). При этом каждый вагон состава получил свой номер в пятизначном формате, где первые три цифры — номер состава, последние две — номер вагона по комплекту. Маркировка с номерами вагонов выполняется на уровне окон по краям бортов вагонов (между крайним окном и входной дверью тамбура, как и на электропоездах ЭТ) и отличается добавлением двух цифр в конец того же формата. При этом вагон Мп имеет чётный номер 02, вагоны Дг — нечётные 01 и 09; вагон Пп — нечётный 03. Например, ДТ1-00401 — дизельный головной вагон (Дг) поезда ДТ1-004; ДТ1-00403 — промежуточный прицепной (Пп) того же поезда и так далее. Маркировка с этими номерами наносится в две строки без дефиса (в первой строке название, во второй — пятизначный номер). Также под лобовыми стёклами в центре (над прожектором) для первых девяти поездов закреплялся логотип ТорВЗ. Начиная с состава ДТ1-010 логотип не ставился, а на следующих составах, одновременно с переходом на корпоративную окраску заказчика, сразу на заводе на это место наносился логотип ОАО «РЖД» образца 2008 года (в виде символов p/d). Этот же логотип стал наноситься вместо заводского и при перекрашивании остальных составов.

## Конструкция
Каждый вагон Дг снабжён ДГУ фирмы MTU (Германия) серии PowerPack модели 12V 183 DE. ДГУ состоит из дизельного двигателя MTU модели 12V 183 TD13, тягового генератора мощностью 486 кВт, вспомогательного генератора мощностью 130 кВт, глушителя, воздухоочистителя, предпускового подогревателя фирмы Webasto, гидронасоса, радиатора охлаждения и узла закрепления. Вагон Дг, помимо перевозки пассажиров, выполняет роль поста управления поездом, а также бортовой электростанции для питания электрооборудования на неэлектрифицированных линиях, в том числе ТЭД вагона Мп. Сам головной вагон не имеет привода на колёсные пары.
Конструкция вагонов Мп и Пп в целом аналогична конструкции вагонов электропоездов ЭТ, выпускавшихся на время создания поезда тем же заводом. Для головных вагонов (Дг) разработана кабина с новым дизайном (внедрена на опытном поезде ДТ-001). Далее дизайн кабины несколько изменился (начиная с поезда ДТ-002).

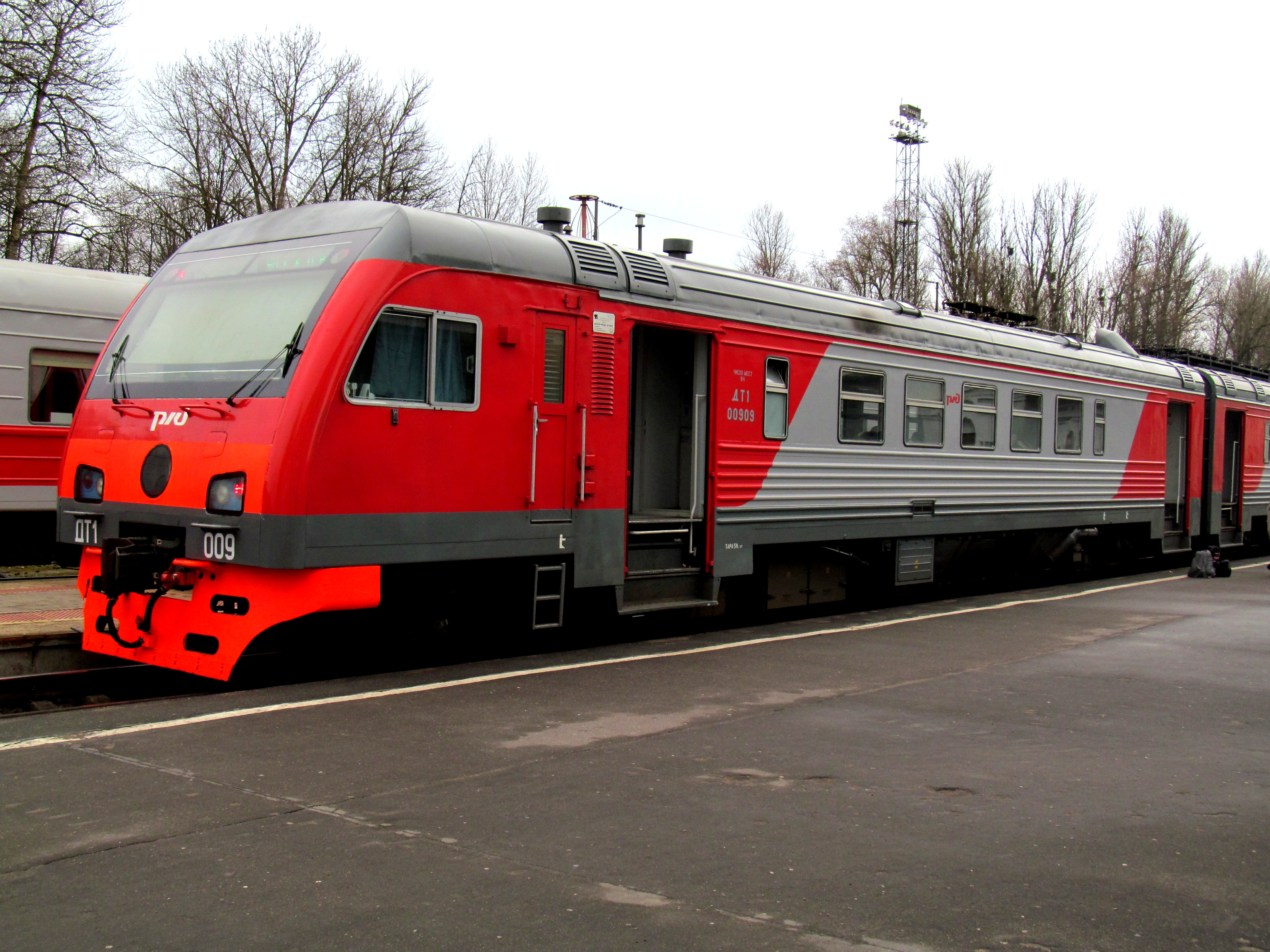
ДТ1-009. Вагон ДТ1-00909 (Дг)
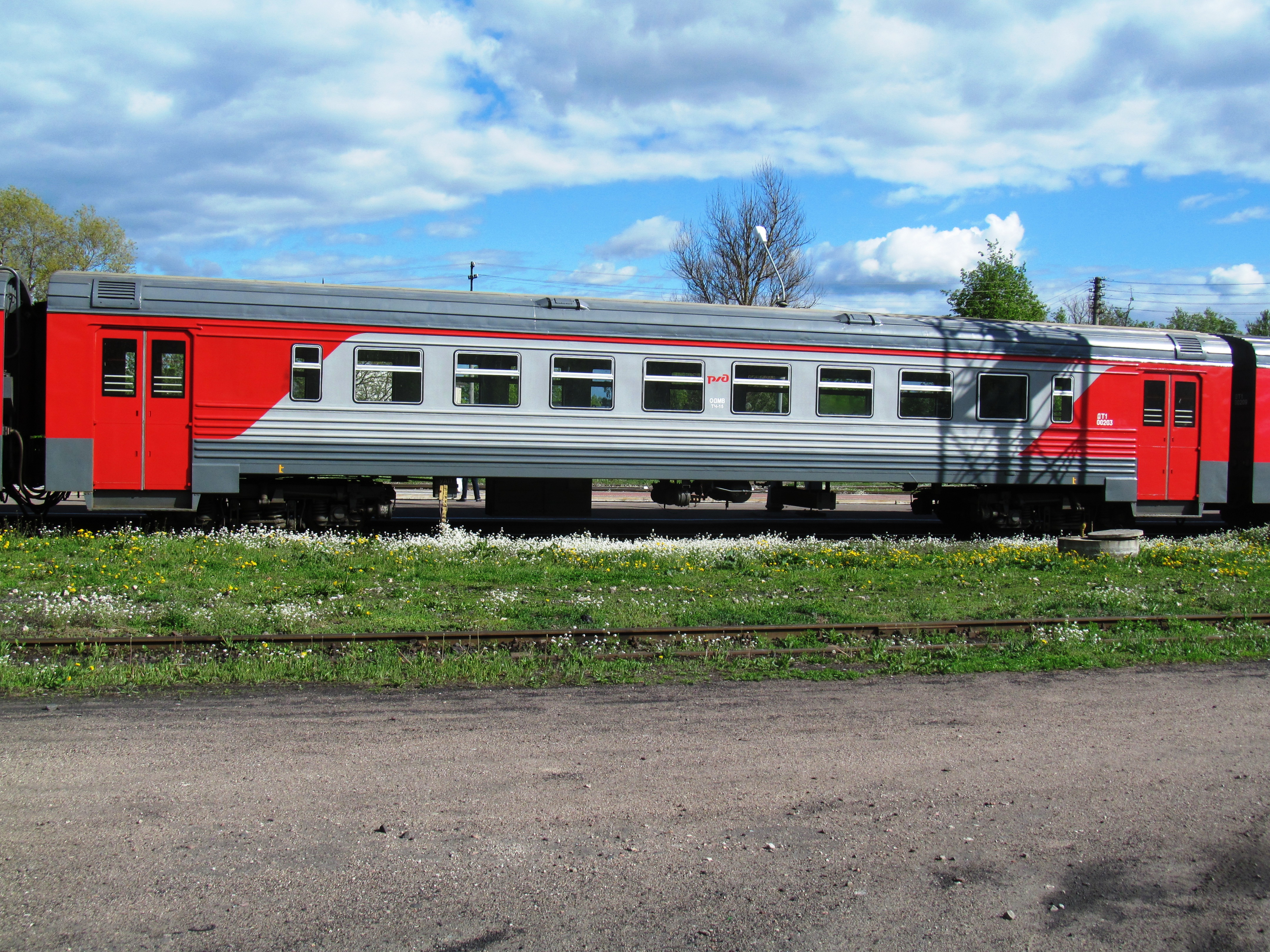
ДТ1-002. Вагон ДТ1-00203 (Пп)
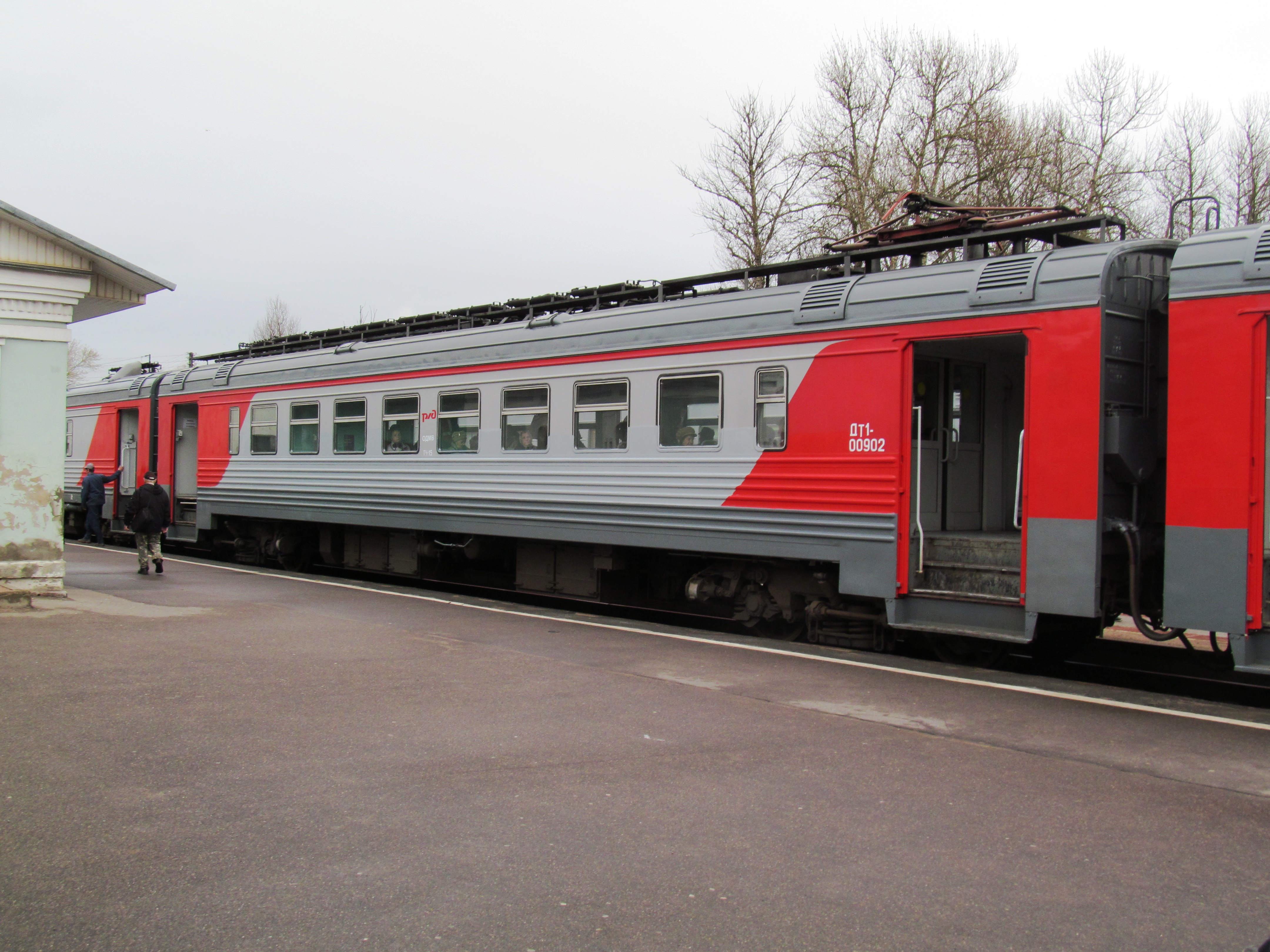
ДТ1-009. Вагон ДТ1-00902 (Мп)
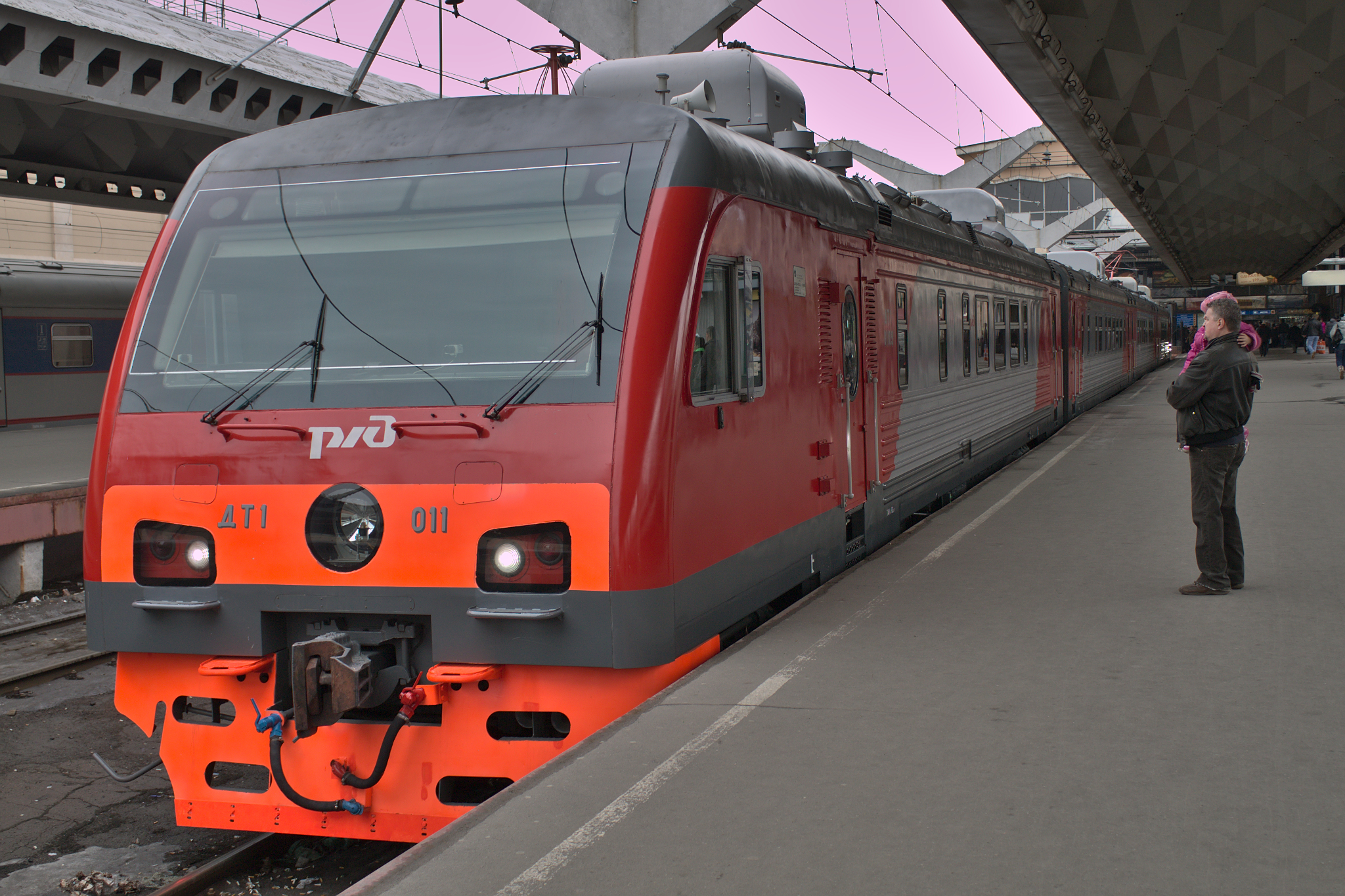
ДТ1-011 служебного исполнения (ДТ1С)

## Эксплуатация
В декабре 2008 года, после испытаний, дизель-электропоезд с номером 001 поступил в депо Санкт-Петербург-Балтийский. Он получил наименование «Плесковъ». Эксплуатация поезда началась 31 мая 2009 года на линии Санкт-Петербург — Псков. Название «Плесковъ» (старое название Пскова) было выбрано при подготовке его выхода на этот маршрут конкурсной комиссией, с награждением победителя — жителя Пскова — во время презентации поезда в Пскове 23 апреля того же года.
Официально заявленная стоимость дизель-электропоезда на 2009 год — 74 млн руб. Планировалось, что в 2009 году будет выпущено ещё три состава, которые поступят на Октябрьскую железную дорогу (ОЖД).
Первые три дизель-электропоезда эксплуатировались на направлениях Санкт-Петербург — Псков, Санкт-Петербург — Кингисепп и Санкт-Петербург — Гдов.
За первый год эксплуатации составы неоднократно выходили из строя, особенно много неисправностей было зимой 2009/2010 года. Отказывала электрическая и электронная аппаратура (в том числе тяговые и вспомогательные генераторы). Неоднократно приходилось отправлять составы на тепловозной тяге или заменять их на линии поездами с вагонами на локомотивной тяге. При низких температурах замерзали туалеты.
К концу 2013 года было построено уже 13 поездов. С 17 января 2014 года последний из них (ДТ1-013) запущен в эксплуатацию на Свердловской железной дороге (СвЖД, оператор — АО «Свердловская пригородная компания»). 
С 2020 года тот же ДТ1-013 и ещё два дизель-поезда (номера 006 и 012) переданы с ОЖД и СвЖД в аренду ООО «Южная ППК» для эксплуатации на линиях ФГУП «Крымская железная дорога», которая проводилась с апреля по июль 2020 года. На СвЖД в этот период оставался только один состав (ДТ1-010, служебного исполнения), эксплуатирующийся для поездок представителей железной дороги. По окончании срока аренды все три состава вернулись на свои железные дороги. В декабре 2020 года ДТ1-012 и ДТ1-013 переданы ТЧ-15 Санкт-Петербург-Балтийский, где оказались все ДТ1, кроме ДТ1-010.
Сведения о приписке на январь 2021 года:

| Оператор, дорога  | Депо                             | Количество | Номера           |
| ----------------- | -------------------------------- | ---------- | ---------------- |
| РЖД, Октябрьская  | ТЧ-15 Санкт-Петербург-Балтийский | 12         | 001—009, 011—013 |
| РЖД, Свердловская | ТЧ-11 Нижний Тагил               | 1          | 010              |

## Транспортные происшествия
- 13 декабря 2011 на перегоне Волосово — Молосковицы загорелся ДТ1-00201. Впоследствии вагон был списан и разоборудован. Для восстановления составности ТорВЗ изготовил дополнительный головной вагон с тем же номером[14]. Согласно Техническому заключению ФГБОУ ПГУПС от 19 января 2012 года причиной пожара стала неисправность турбокомпрессора (корпус насосного колеса разрушился из-за касания роторной группы). Ситуацию усугубил тот факт, что на момент аварии система пожаротушения СПС «ССЗН-И-В» была отключена, что является грубым нарушением Инструкции по обеспечению пожарной безопасности на локомотивах и моторвагонном подвижном составе[22].

- Примерно через год (19 января 2013 года) на соседнем перегоне Веймарн — Молосковицы возник пожар вагоне ДТ1-00909[23].

## Сохранённые дизель-поезда
В феврале 2017 года опытный образец (ДТ1-001) отставлен от пассажирской эксплуатации и вскоре получил статус тренажёра.

## Галерея

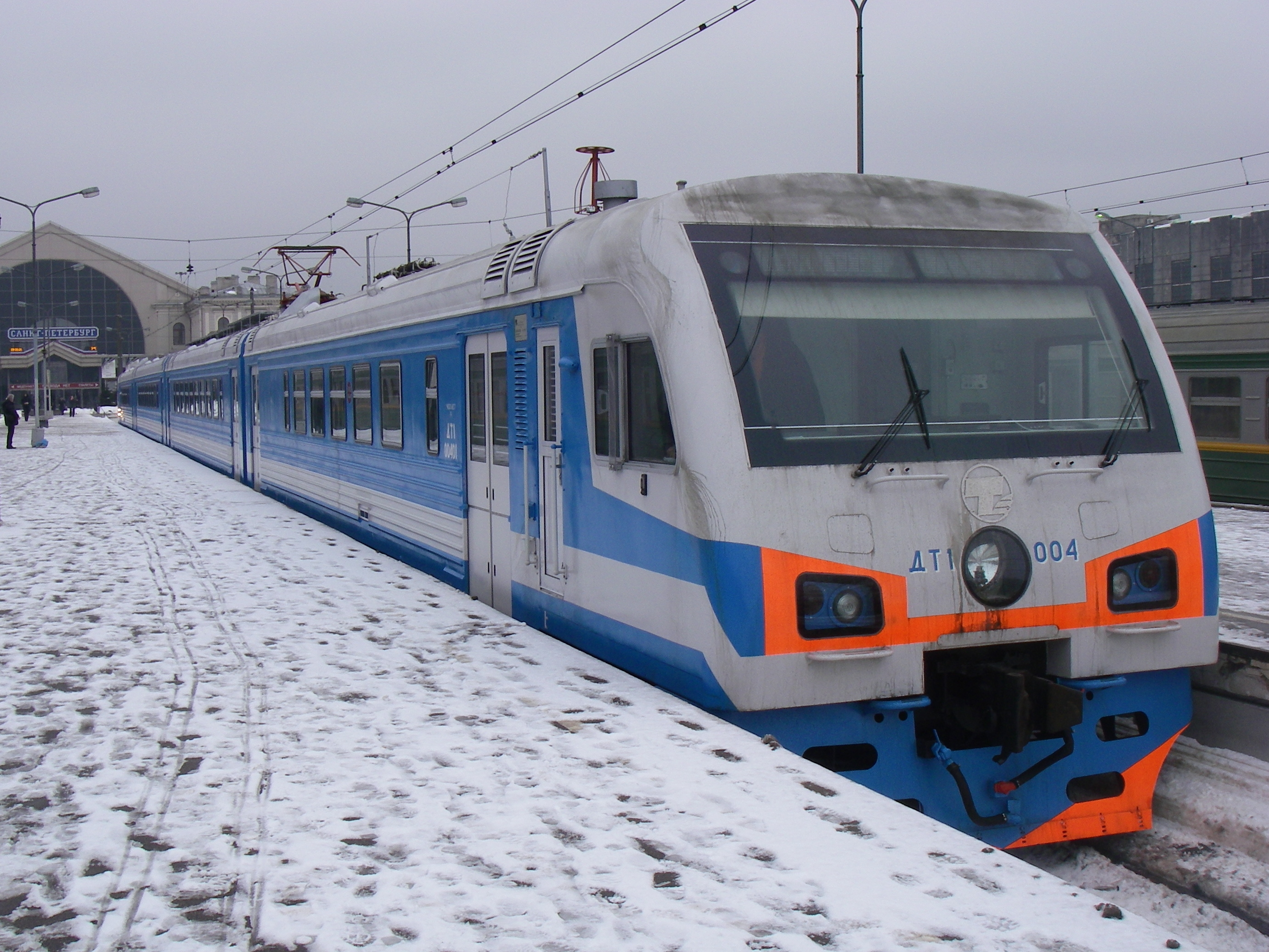
ДТ1-004 в заводской окраске на Балтийском вокзале Петербурга
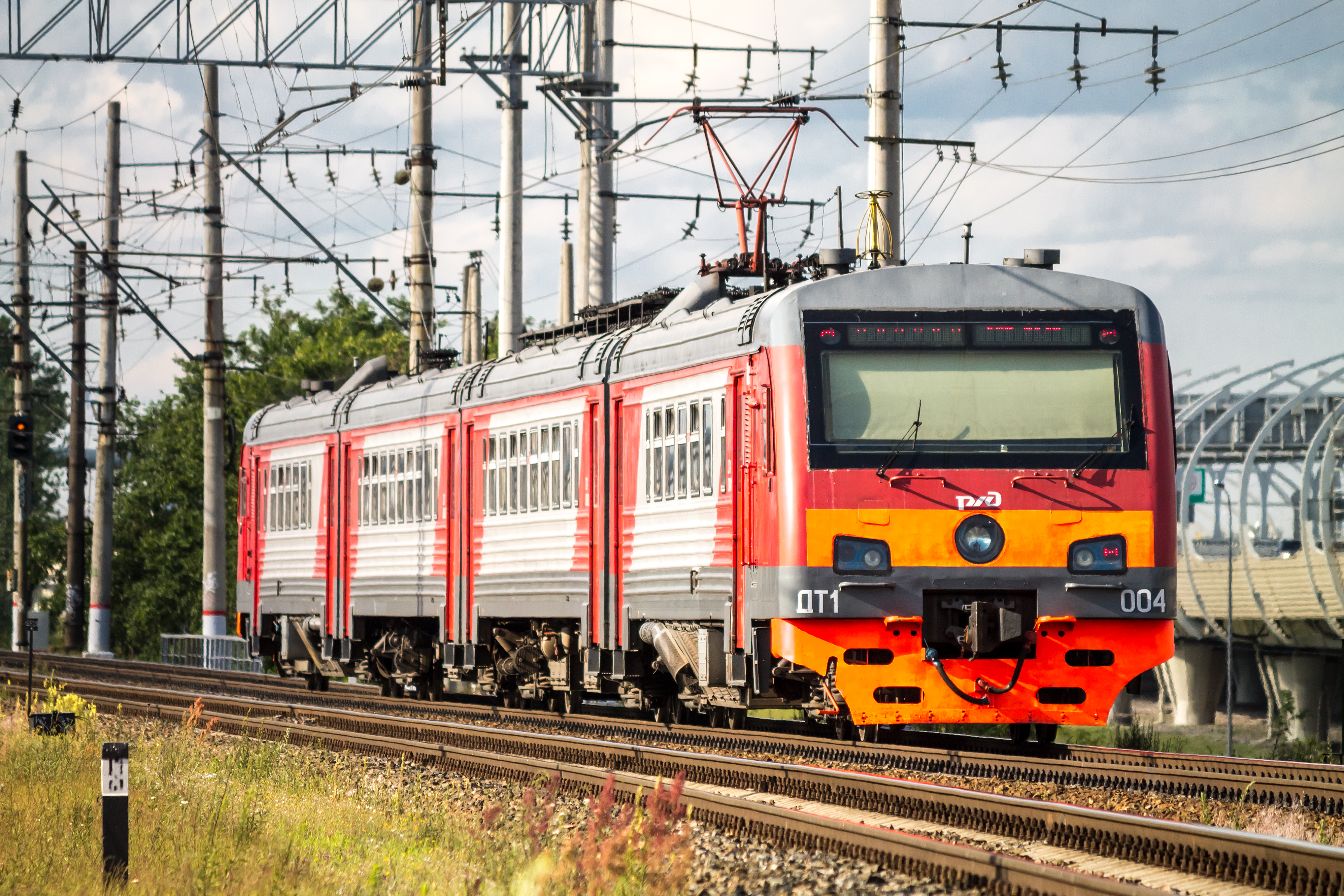
ДТ1-004 в корпоративной окраске ОАО «РЖД», в режиме электропоезда на участке Предпортовая - Броневая
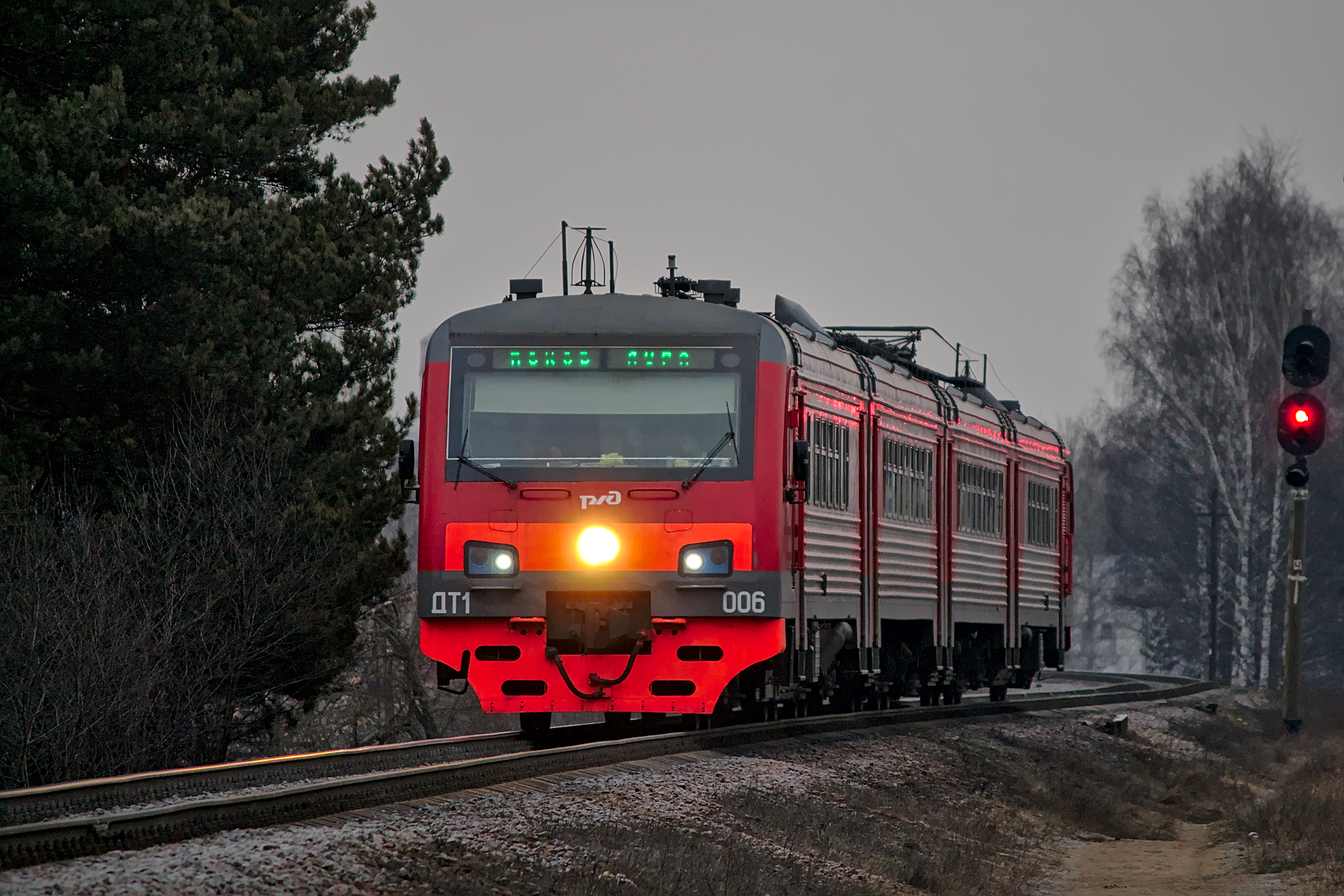
ДТ1-006 в корпоративной окраске ОАО «РЖД», с включенными светосигнальными приборами и маршрутным табло на участке Луга-I - 144 км